# Камінь «Жаба»
Ка́мінь «Жа́ба» — геологічна пам'ятка природи місцевого значення в Україні. Розташована в межах Путильського району Чернівецької області, на схід від села Мариничі. 
Площа 0,01 га. Статус надано 1984 року. Перебуває у віданні Мариничівської сільської ради. 
Статус надано з метою збереження невеликої скелі на березі та (частково) в руслі річки Черемош. Складена товстошаруватими пісковиками з прошарками аргілітів. Скеля має висоту 4 м, і формою дещо нагадує велетенську жабу. 